# Far Cry 5
Far Cry 5 – strzelanka pierwszoosobowa, stworzona przez studio Ubisoft Montreal. Została wydana 27 marca 2018 na konsole PlayStation 4, Xbox One oraz komputery osobiste. Akcja rozgrywa się w fikcyjnym hrabstwie Hope w Montanie, gdzie gracz jako policjant ma za zadanie zniszczyć kult religijny o nazwie „Projekt u bram Edenu”.

## Fabuła

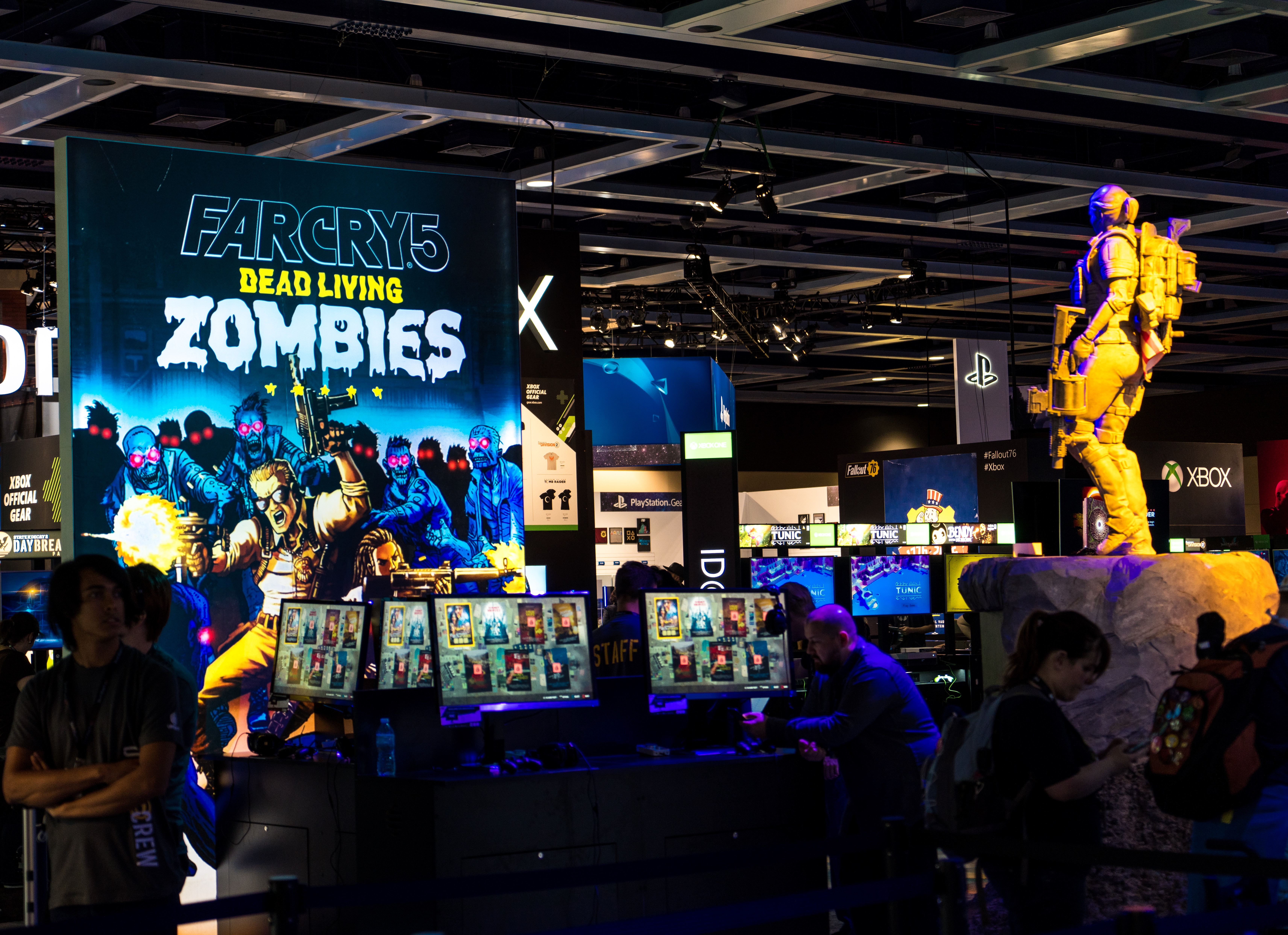
Stanowiska do grania w Far Cry 5 na evencie PAX West w 2018

### Prolog
W hrabstwie Hope w Montanie działa kontrowersyjny kult zwany „Projektem u Bram Edenu” (w skrócie PEG) założony oraz kierowany przez Josepha Seeda (zwanego „Ojcem”) oraz jego rodzeństwo, Johna, Jacoba i siostrę Faith. Joseph ma wizję, w której niedługo ma na świecie dojść do katastrofy, która pochłonie wiele istnień, a Bóg rozkazał uratować mu tak wiele osób, jak to możliwe, nawet jeśli miałoby to dziać się wbrew ich woli. Kult szybko zdobywał wpływy i wiernych w hrabstwie. Wkrótce rozpoczęły się także porwania oraz inne rodzaje przemocy wobec mieszkańców, którzy nie chcieli wstąpić do sekty. Rząd amerykański zamierza zinfiltrować tę grupę religijną, jednak ich szpieg zostaje wykryty i zabity własnoręcznie przez Josepha. Wobec tego za Seedem zostaje wysłany federalny nakaz aresztowania.

### Właściwa rozgrywka
Gracz, jako świeżo upieczony zastępca szeryfa w Hope County wraz z szeryfem Whitehorse’em oraz kilkoma innymi policjantami dostaje rozkaz osłaniania szeryfa federalnego mającego aresztować Josepha Seeda. Akcja się nie powodzi – przywódca religijny nie stawiał oporu, jednak jego wierni zaatakowali stróżów prawa i odbili swojego proroka. Ojciec ogłasza, że to Bóg ochronił go przed aresztowaniem, co daje mu pretekst do ogłoszenia „kośby”, czyli masowej akcji skierowanej przeciw „niewiernym”. Wszyscy policjanci zostają zabrani przez kultystów i wysłani w różne rejony hrabstwa zarządzane przez członków rodziny Seedów, a ponadto działania sekty doprowadzają do odcięcia Hope County od świata. Gracz (zwany przez postacie „Zastępcą” lub „Świeżym”) zostaje natomiast uratowany przez lokalnego mieszkańca, Dutcha. Od tego czasu postanawia on zwalczać Projekt i wspomóc organizację ruchu oporu. Dzięki jego działalności każdy rejon hrabstwa zostaje wyzwolony, przyjaciele Zastępcy zostają uratowani, a John, Jacob i Faith umierają. Wobec swojej porażki Joseph wzywa gracza do miejsca „w którym wszystko się zaczęło”, czyli do głównego kościoła Projektu u Bram Edenu. Tam okazuje się, że przy pomocy specjalnego narkotyku Joseph był w stanie kontrolować przywódców ruchu oporu, po czym rozkazał ponownie porwać przyjaciół Zastępcy. Joseph daje graczowi wybór – może zabrać swoich kolegów z policji i odjechać z hrabstwa, lub się sprzeciwić i rozpocząć walkę z Seedem.
W przypadku wybrania pierwszej opcji, szeryf, Zastępca i inni policjanci odjeżdżają z Hope County. Projekt u Bram Edenu ponownie kontroluje cały obszar. Szeryf Whitehorse postanawia jednak nie odpuszczać i po wydostaniu się z hrabstwa postanawia wezwać na pomoc Gwardię Narodową. W trakcie jazdy w radiu samochodowym odtwarzany jest utwór „Only You” zespołu The Platters, która przez pranie mózgu przez Jacoba powoduje u Świeżego chęć zabijania.
Druga opcja spowoduje natychmiastową walkę pomiędzy graczem a Josephem i kontrolowanymi przez niego ludźmi. Zastępcy udaje się jednak wyrwać tych ludzi spod kontroli Josepha, dzięki czemu wspólnie udaje im się powstrzymać Ojca. Szeryf Whitehorse zamierza aresztować Seeda, jednak na horyzoncie niespodziewanie dochodzi do eksplozji bomby jądrowej, która prawdopodobnie była zwiastowaną przez Josepha katastrofą. Wszyscy starają się uciec samochodem do bezpiecznego miejsca. Dochodzi jednak do wypadku, w wyniku którego przeżywają jedynie Seed i gracz. Przywódca religijny zabija Dutcha, po czym zaciąga Zastępcę do jego bunkra. Po ocknięciu się gracza Joseph mówi mu, że za to co zrobił powinien był go zabić, jednak jest on ostatnią osobą która mu została, więc od tego czasu będzie on jego „synem”. Zakończenie to jest bezpośrednio połączone z fabułą Far Cry New Dawn.

## Rozgrywka
Akcja gry toczy się w otwartym świecie na terenie fikcyjnego hrabstwa Hope w stanie Montana. W przeciwieństwie do poprzednich odsłon serii, gracz sam tworzy swojego bohatera. Po dostępnym świecie można poruszać się za pomocą m.in. samochodów, łodzi czy samolotów i helikopterów. Za zabijanie wrogów i wykonywanie zadań gracz nie jest nagradzany już punktami doświadczenia, jak to miało miejsce w poprzednich odsłonach serii. Zamiast tego gracz zdobywa tzw. punkty ruchu oporu. Przekroczenie określonej ilości punktów ruchu oporu w danym rejonie wymusi na graczu konfrontację z danym członkiem rodziny Seedów. W grze istnieje system rzemiosła pozwalający na naprawianie i tworzenie nowych przedmiotów. Gracz może wynająć najemników, którzy będą pomagać mu w walce. Każdy z nich posiada inne umiejętności. Podczas podróżowania można natknąć się na dzikie zwierzęta, które można oswoić. Poza trybem dla jednej osoby dostępna jest rozgrywka przez Internet w trybie kooperacji. W grze dostępny jest edytor map.

## Produkcja
Pierwsze informacje o grze pojawiły się w maju 2017 roku. Wtedy też na oficjalnym forum Ubisoftu pojawił się dział dla Far Cry 5. Oficjalna zapowiedź nastąpiła 22 maja, a producent zaprezentował kilka krótkich zwiastunów. Kilka dni później podano dodatkowe informacje o strukturze gry i fabule. Poza standardową edycją wydano kilka wersji kolecjonerskich. W ich skład wchodzą m.in. figurka Nicka Rye’a, bandana czy trofeum z czaszki jelenia.
Reżyserem Far Cry 5 jest Dan Hay. Jednym z głównych motywów gry jest separatyzm. Hay kiedy był mały, nie czuł się bezpiecznie z powodu zimnej wojny. Jego zdaniem po zamachach terrorystycznych np. z 11 września 2001 roku świat przestał być globalną wioską, a ruchy separatystyczne się nasilały. Historię gry zaczął pisać na przełomie 2014 i 2015 roku. Kilku pracowników Ubisoftu wybrało się do Montany i przeprowadziło rozmowy z lokalnymi mieszkańcami. Zebrane doświadczenia posłużyły jako inspiracja do stworzenia fabuły gry.

## Odbiór
Dariusz Matusiak z Gry-Online pochwalił system pozyskiwania zadań od postaci niezależnych, który został usprawniony w porównaniu do poprzednich części. Wśród zalet wymienił dobrze wykonany świat gry i swobodę w atakowaniu przeciwników. Negatywnie ocenił niewykorzystany potencjał fabularny i niektóre zdolności, które nie mają wpływu na rozgrywkę. Zdaniem Jerzego Daniłko jednym z plusów gry są nawiązania do amerykańskiej kultury i stereotypów. W przeciwieństwie do Matusiaka uznał, że każdy z talentów przyda się w zależności od stylu jaki gracz obierze. Autor recenzji skrytykował sztuczną inteligencję przeciwników, którzy zbyt często atakują gracza podczas swobodnej eksploracji.
Według danych grupy analitycznej NDP, w kwietniu 2018 roku gra była drugą najlepiej sprzedającą się produkcją w Stanach Zjednoczonych.